# Monastero Regina Pacis
Il monastero Regina Pacis è un monastero di benedettine di clausura, situato a Cura di Vetralla, nella provincia di Viterbo, nella diocesi di Viterbo e posto lungo la Via Francigena. Si trova situato a 400 metri di altezza ai piedi dei monti Cimini.
La chiesa del monastero, dedicata a Sant'Antonio da Padova, fu edificata nel 1575 dai frati cappuccini. Nel 1580 fu costruito il convento, con il relativo chiostro realizzato in peperino, tipica pietra vulcanica locale.
L'edificio religioso si presenta ad un'unica navata con due cappelle laterali, secondo la tipologia delle chiese francescane. Chiude il presbiterio un caratteristico coro ligneo.
I frati cappuccini sono rimasti fino al 1962. Dopo un lungo periodo di abbandono, nel 1972 il complesso fu acquistato dalle monache benedettine provenienti dal monastero di San Magno ad Amelia e venne completamente ristrutturato.
La comunità attuale è costituita da monache benedettine congolesi, italiane e da una monaca nigeriana. Badessa è madre Maria Brigida Lukando, originaria della diocesi di Butembo.